# Ehrenfried Hagendorn

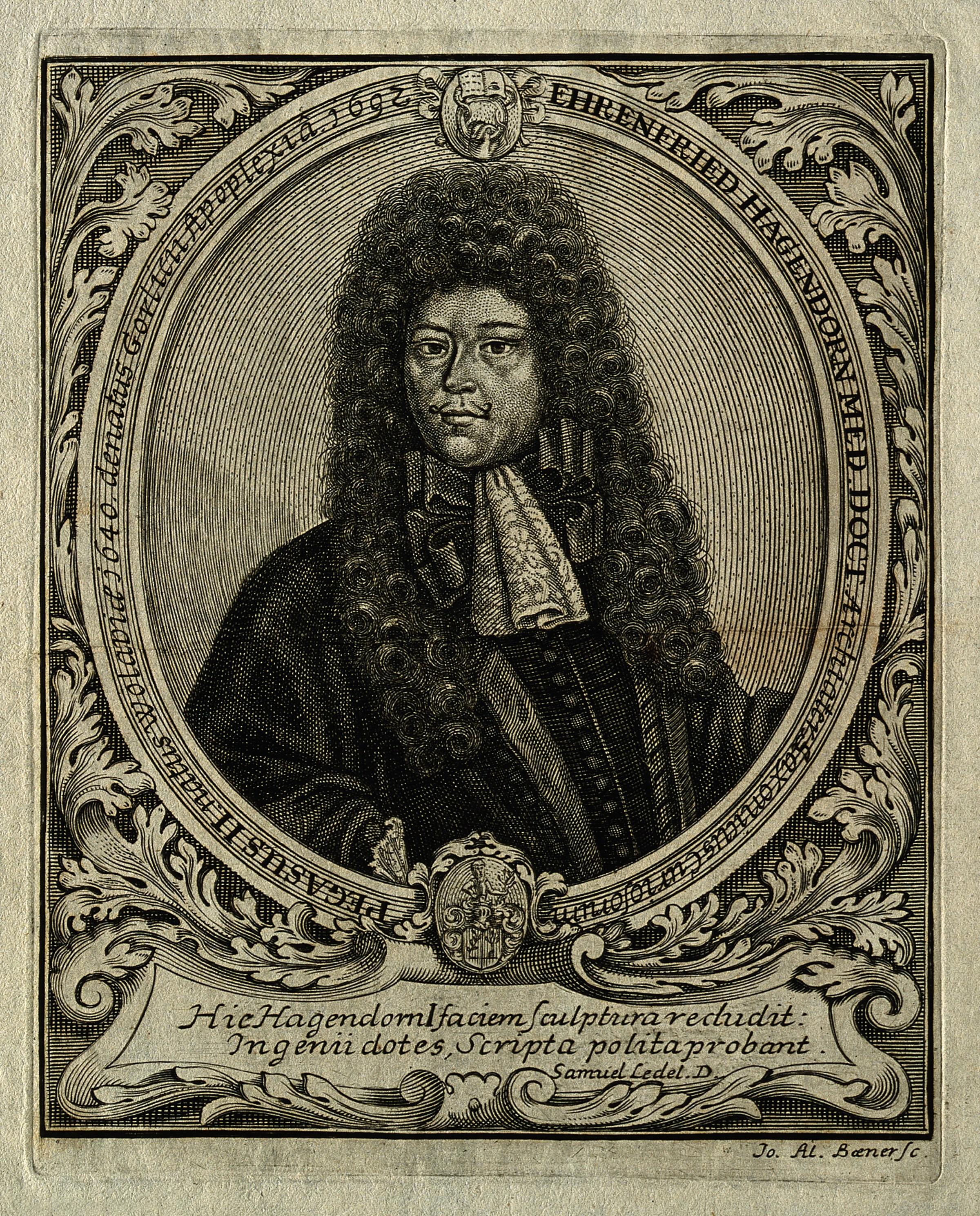
Ehrenfried Hagendorn, Stich von Johann Alexander Böner

Ehrenfried Hagendorn (* 22. Januar 1640 in Wohlau; † 27. Februar 1692 in Görlitz) war ein deutscher Mediziner, Arzt in Görlitz und kurfürstlicher sächsischer Leibarzt.

## Leben
Hagendorn immatrikulierte sich 1659 in Leipzig und disputierte dort unter der Leitung von Jacob Thomasius (1622–1684) am 14. Dezember 1661 über Edelsteine. Obwohl das Thema nicht medizinischer Natur war und sein Präses lediglich Professor der Eloquenz war, wurde die Arbeit als „Exercitationem physicam“, also eine physikalische Übung, klassifiziert. Hagendorn setzte sein Studium fort und erlangte im Dezember 1667 an der Universität Jena unter Johannes Theodor Schenck (1619–1671) sowohl den Grad eines Lizentiaten der Medizin als auch die Doktorwürde. 1671 führte er Experimente mit Benzoeharz durch, einem Weihrauch aus Java.
Am 24. Mai 1674 wurde Ehrenfried Hagendorn mit dem akademischen Beinamen Pegasus III. unter der Matrikel-Nr. 55 als Mitglied in die Academia Naturae Curiosorum, die heutige Deutsche Akademie der Naturforscher Leopoldina, aufgenommen. Als deren Mitglied veröffentlichte er eine Ausgabe der „Secreta Spagirica“ von Dr. Martin Ruland (1532–1602), in der Hagendorn die iatrochemischen Arzneien Rulands beschrieb.
1679 veröffentlichte er ein Werk über die Wirkung des Saftes der Gerberakazie, in dem er sich als praktizierender Arzt in Görlitz und als Doktor der Medizin vorstellte. Bei der nächsten Veröffentlichung 1681 war er Leibarzt des Kurfürsten Johann Georg III. von Sachsen. Diese Position hatte er bis zu seinem Tod 1692 inne.

## Schriften
- Exercitationem physicam de gemmis. Leipzig 1661 (Digitalisat)
- Ehrenfridi Hagendornii M.D. Academici Curiosi et Medici Electoralis Saxonici Cynosbatologia ad normam Academiæ naturæ curiosorum adornata. Jena 1681 (Digitalisat)